# Janusz Guzdek
Janusz Guzdek (ur. 21 stycznia 1951 w Dzierżoniowie) – polski samorządowiec, długoletni wójt Łagiewnik, od 2006 do 2018 starosta dzierżoniowski.

## Życiorys
Absolwent pomaturalnego studium budowlanego, ukończył także studia na Akademii Ekonomicznej we Wrocławiu. Pracował w Zakładach Radiowych Diora, następnie m.in. w Dzierżoniowskich Zakładach Przemysłu Bawełnianego Silesiana oraz na stanowisku dyrektora w przedsiębiorstwie budowlanym. W 1990 decyzją radnych został powołany na wójta Łagiewnik. Reelekcję na to stanowisko uzyskiwał w 1994 i 1998. Został także wybrany na urząd wójta w pierwszych bezpośrednich wyborach w 2002.
Należał do Stronnictwa Konserwatywno-Ludowego. Jako jego członek bezskutecznie kandydował w 2001 do Sejmu z listy Platformy Obywatelskiej. Później wstąpił do PO, został członkiem władz lokalnych tego ugrupowania. W 2006 przegrał wybory na urząd wójta. Został natomiast radnym powiatu oraz starostą dzierżoniowskim III kadencji, zastępując na tym stanowisku Zbigniewa Skowrońskiego. W wyborach w 2010, 2014 i 2018 ponownie wybierany na radnego. Po wyborach w 2010 i 2014 pozostawał na funkcji starosty, sprawując ten urząd do 2018.
Odznaczony Brązowym Krzyżem Zasługi (2001).